# みどりの朝
みどりの朝（ - あさ）は、テレビ信州（TSB）で長年日曜朝に放送されていたアニメ番組枠である。

## 概要
番組はJA長野県の単独スポンサーによる冠スポンサー番組であり、番組のオープニングとエンディングには「みどりの朝」の番組タイトルロゴが、提供クレジットと共に15秒程度流されていた。
同番組では系列局や新作・旧作を問わず放映されるアニメ作品を選んでいたが、テレビ信州が日本テレビとテレビ朝日のクロスネット局時代から放送されていた為、同局が1991年4月1日に日本テレビへのフルネット局に移行するまでの間は、番組編成上の都合でキー局と同時ネットすることの出来なかった日本テレビ・読売テレビ／テレビ朝日・ABCのアニメ番組（日本テレビ系であれば『美味しんぼ』『YAWARA!』など）を遅れネットすることがあった。
上記にもあるように同番組では様々なアニメ作品が放送されていたが、選定される作品の基準が非常に独特であった。例えば『美味しんぼ』などは放送終了後も忘れた頃に何度か再放送されたり、今更ともいえる時期に世界名作劇場の作品などを選び、時代錯誤を感じさせることさえあった。そしてスポンサーの意向を反映してなのか、いわゆる低俗アニメと称される作品（ギャグアニメなど）が放送されることはほとんど無かった。また同局ではこの時間に放送されるアニメを「青少年向け番組」に指定することも多かった。
長年続いたアニメ枠であったが、少子化の影響やJA長野県がスポンサーから撤退することに伴い、2004年3月についに番組終了に至った。尚、後番組は読売テレビ制作「遠くへ行きたい」の同時ネットに切り替えた。

## 放送時間
- 日曜 7:30〜8:00

## 放映されていた作品
- あした天気になあれ (CX系)
- 悪魔くん（EX系。本放送はTSBで実施）
- 美味しんぼ（NTV系。本放送扱い）
- YAWARA!（同上）
- 六三四の剣（TX系）
- ミスター味っ子（TX系。本放送はNBSで実施）
- 燃えろ!トップストライカー（TX系）
- 三つ目がとおる（TX系）
- キャプテン翼J（CX系。本放送はNBSで実施）
- 母をたずねて三千里（CX系。同上）

など